# آب‌رونده مولسان
آب‌رونده مولسان (نام علمی: Mesovelia mulsanti) نام یک گونه از سرده آب‌رونده‌ها است.